# Trecate
Trecate (piemontiul: Trecà) település Olaszországban, Piemont régióban, Novara megyében. Lakosainak száma 20 510 fő (2023. január 1.). Trecate Bernate Ticino, Boffalora sopra Ticino, Cerano, Garbagna Novarese, Novara, Romentino, Sozzago és Magenta községekkel határos.

## Népesség
A település lakossága az elmúlt években az alábbi módon változott:
| Lakosok száma | 20 399 | 20 566 | 20 510 |
|               | 2017   | 2018   | 2023   |